# Фузилер

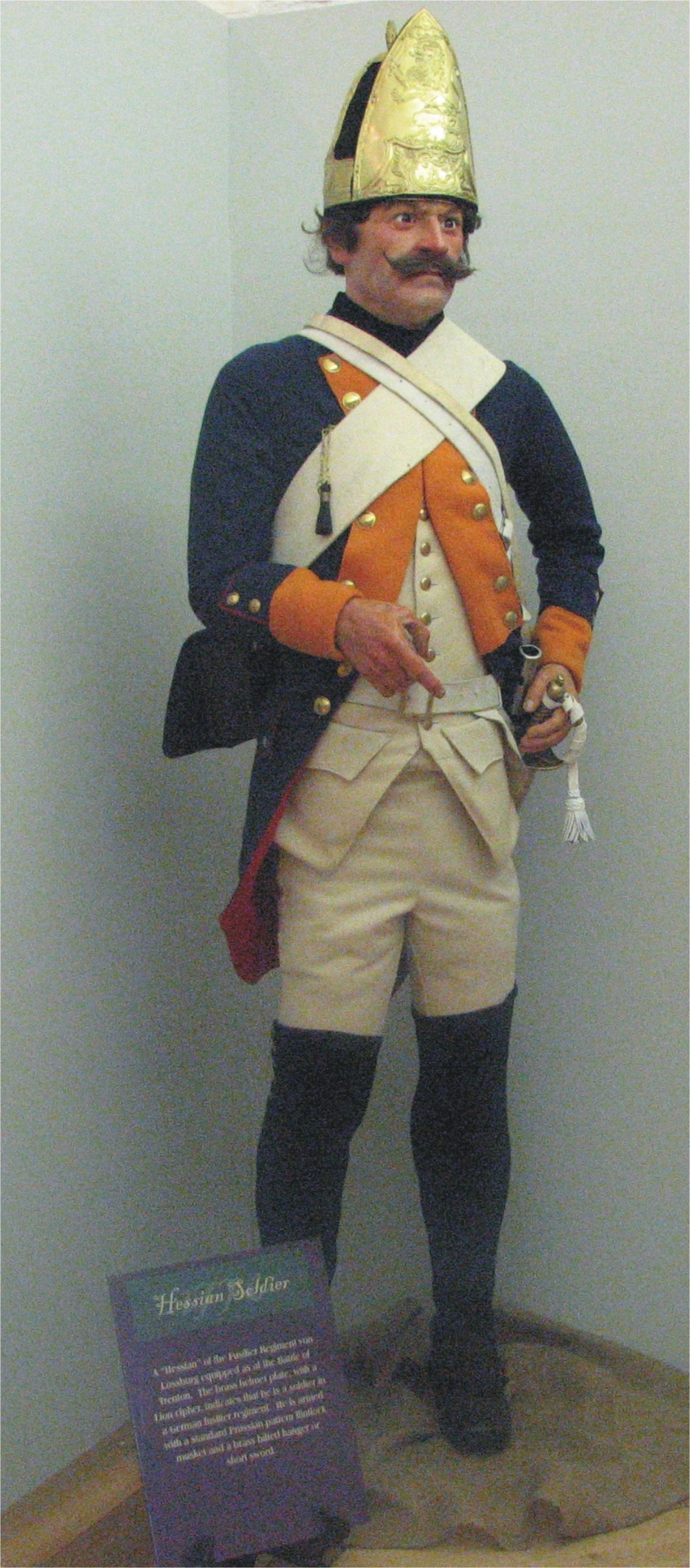
Фузилер. Гессенський найманий стрілець на службі Великої Британії в США. Експонат Гессенського музею в Пенсильванії

Фузиле́р, також фузеле́р, фузельє́р (фр. fusilier — «стрілець з рушниці») — у XVII-XVIII ст. піхотний солдат французької та інших армій, озброєний кременевою рушницею (fusil), яку називали фузеєю, на відміну від мушкетера, який був озброєний мушкетом. Спочатку фузилерів використовували для прикриття артилерії і як легку піхоту.
У Росії, при створенні регулярної армії, піхотні полки мали одну гренадерську роту і 8 фузилерних; з 1731 р. гренадери були розподілені по всіх ротах, але через 10 років знову зібрані в одну, окрему.
За імператриці Єлизавети фузилерні роти перейменовані на мушкетерські.
- Корпус фузилерів (Corpo de Fuzileiros)
- Корпус морських фузилерів (Corpo de Fuzileiros Navais)

У сучасній британській армії є Королівський полк фузилерів.

## Галерея
Одяг та озброєння російських фузилерів XVIII ст.

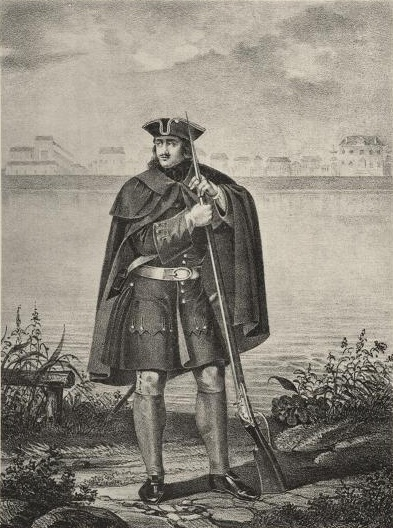
Фузелер Л.-Гв. Преображенського полку, з 1700 по 1720 рік.
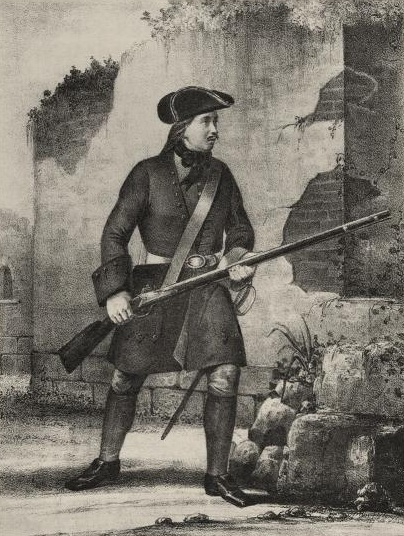
Фузелер Л.-Гв. Семеновського полку, з 1700 по 1720 рік.
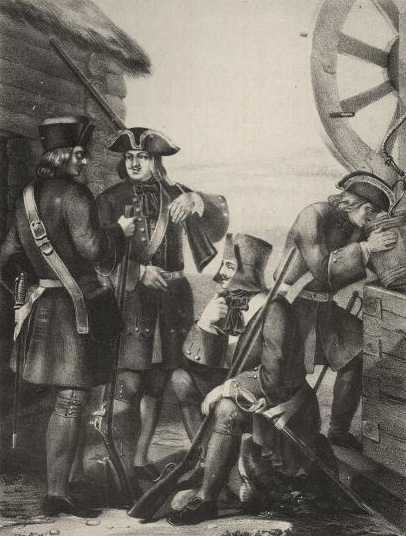
Фузелери піхотних полків, з 1700 по 1720 рік.

Одяг та озброєння французьких фузилерів.

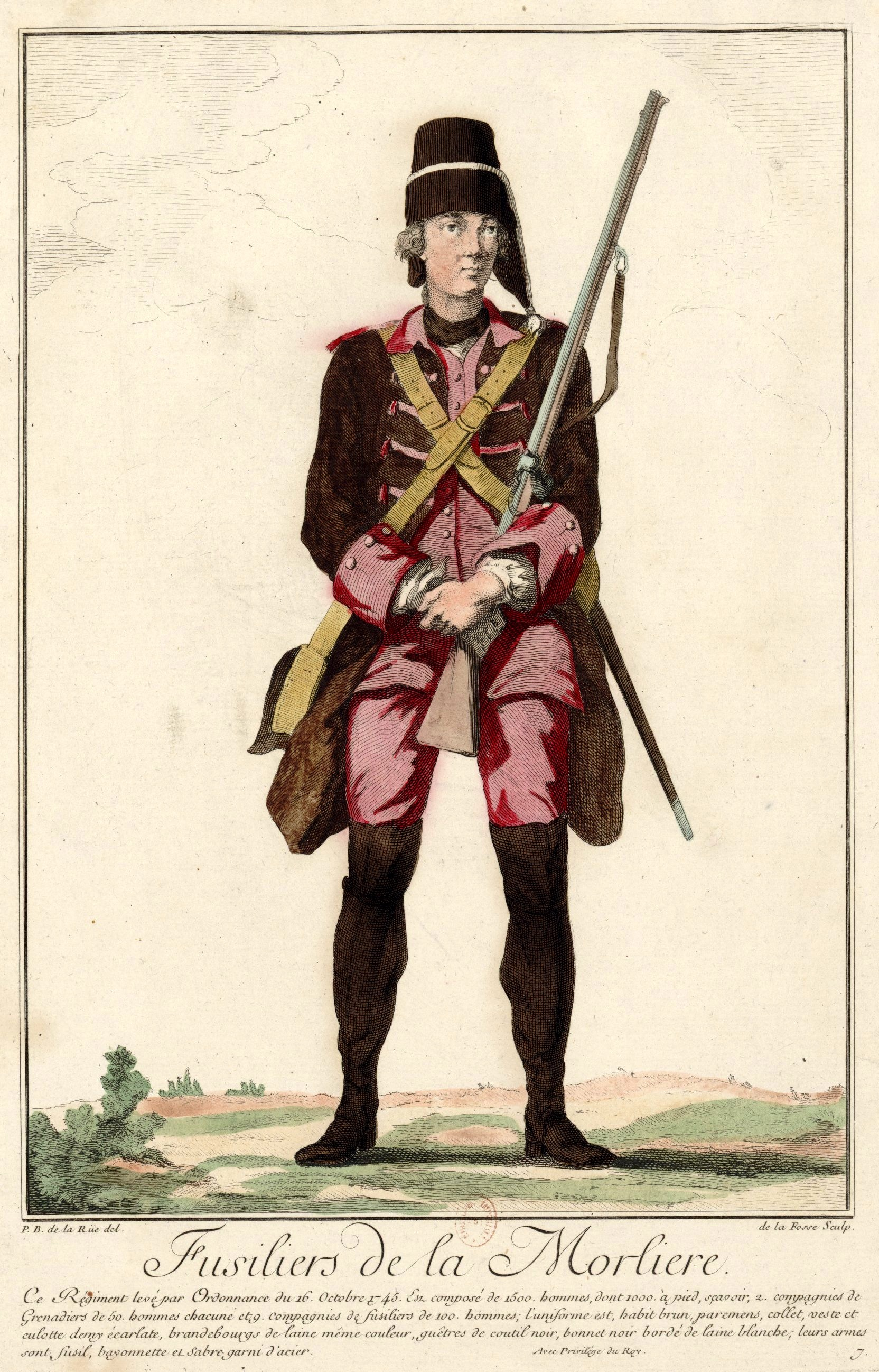
Французький фузилер, бл. 1745–1749 рр. Французький військовий корпус фузилерів Ла Морльєра,створений у жовтні 1745 р. лейтенант-полковником Алексісом Магалоном де ла Морльєром

Одяг та озброєння пруських фузилерів.

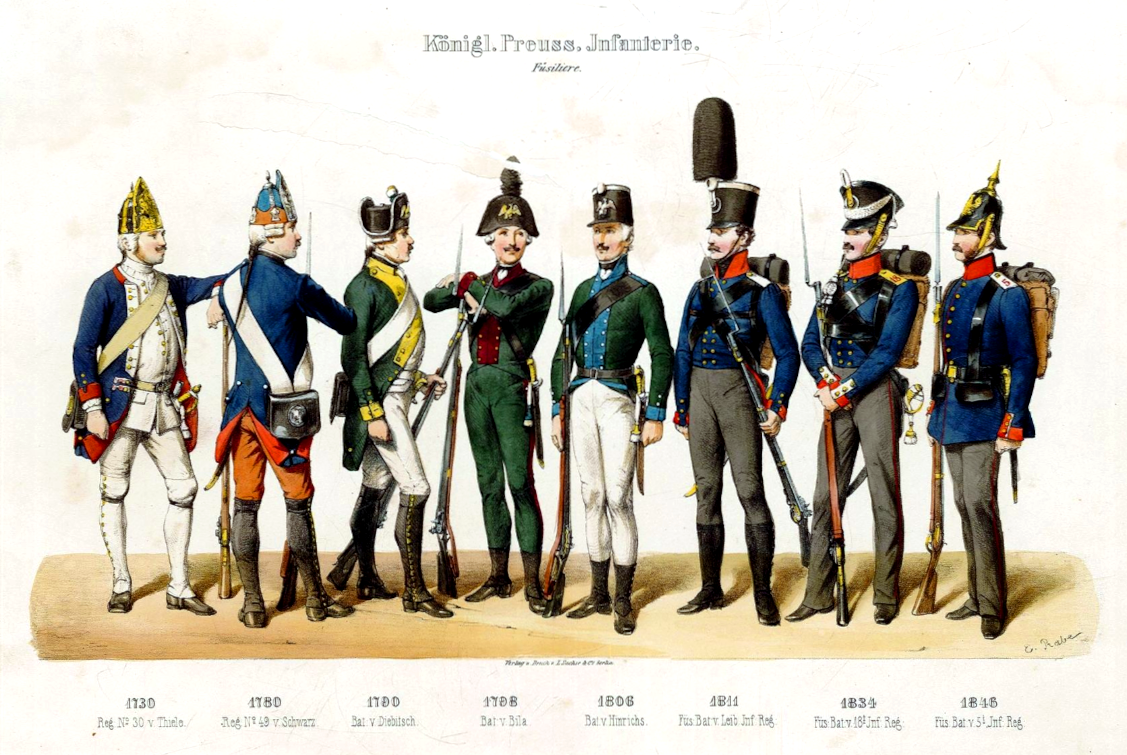
Пруські фузилери з 1730 по 1846 рік. Едмунд Рабе (1815–1902) – Видавництво та друкарня Louis Sachse & Co., Берлін